# 대한카누연맹
대한카누연맹은 카누경기의 진흥과 보급을 통해 국민체력향상 및 국위선양 도모를 목적으로 1983년 3월 26일 설립된 대한민국 문화체육관광부 소관의 사단법인이다. 사무실은 서울특별시 송파구 오륜동 88 올림픽회관에 있다.

## 주요 사업
- 카누경기 보급을 통한 국민체력증진
- 카누 우수경기자 양성
- 아마추어 카누인 및 단체 통할지도